# Izoterma UNILAN
Izoterma UNILAN – monowarstwowa izoterma adsorpcji odpowiadająca prostokątnemu rozkładowi energii adsorpcji (w uproszczonej formie znana jest jako izoterma Tiemkina). Zaletą izotermy UNILAN jest to, że zawiera ograniczenie energii adsorpcji oraz w konsekwencji dla niskich i wysokich ciśnień jej przebieg upodabnia się do izotermy Langmuira, a dla małych ciśnień staje się podobna do izotermy Henry’ego. Jednocześnie dla średnich ciśnień jej przebieg jest bardzo podobny do izotermy Langmuira-Freundlicha i innych równań posiadających quasigaussowskie rozkłady energii.
{\displaystyle \theta ={\frac {1}{\Delta E_{red}}}\ln {\frac {1+{\overline {K}}p\exp(+{\tfrac {1}{2}}\Delta E_{red})}{1+{\overline {K}}p\exp(-{\tfrac {1}{2}}\Delta E_{red})}}}
gdzie:
- p – ciśnienie adsorbatu,
- θ = a/am – pokrycie powierzchni (a – wielkość adsorpcji, am – wielkość adsorpcji w monowarstwie),
- ΔEred – szerokość przedziału zredukowanej energii adsorpcji:

{\displaystyle \Delta E_{red}=\left(E_{red,max}-E_{red,min}\right)}
gdzie {\displaystyle E_{red}={\frac {E}{RT}}} – zredukowana energia adsorpcji,
- {\displaystyle {\overline {K}}} – uśredniona stała równowagi, związana ze średnią energią adsorpcji, {\displaystyle {\overline {E}}} (Ko – tzw. czynnik przedeksponencjalny związany z entropią procesu):

{\displaystyle {\overline {K}}=K_{o}\exp \left({{\overline {E}}_{red}}\right)}
Izotermę UNILAN można też zapisać w prostszych formach (ta sama ilość parametrów):
{\displaystyle \theta ={\frac {1}{\Delta E_{red}}}\ln {\frac {1+K_{min}p\exp(\Delta E_{red})}{1+K_{min}p}}}
lub:
{\displaystyle \theta ={\frac {1}{\ln K_{max}-\ln K_{min}}}\ln {\frac {1+K_{max}p}{1+K_{min}p}}}
gdzie:
{\displaystyle K_{min}=K_{o}\exp \left(E_{red,min}\right)}
{\displaystyle K_{max}=K_{o}\exp \left(E_{red,max}\right)}